# 凸镜蛤
凸镜蛤（学名：Dosinia derupta），是帘蛤目帘蛤科镜蛤属的一种。主要分布于南海、中国大陆，常出现在潮间带至潮下带60米，生活于潮间带及浅海区泥沙质的海底。
WoRMS認為本物種是凸卵蛤屬的Pelecyora nana (Reeve, 1850)的異名。